# Carolina Ardohain
Ana Carolina Ardohain Dos Santos, conosciuta come Pampita (General Acha, 17 gennaio 1978) è una modella, conduttrice televisiva, ballerina e attrice argentina.

## Biografia
È nata il 17 gennaio 1978 a General Acha, provincia di La Pampa in Argentina, da Guillermo Ardohaín, argentino e Thania Dos Santos, brasiliana. Ha vissuto la sua infanzia a Doblas, successivamente si trasferisce a Santa Rosa, dove ha vissuto fino ai 16 anni. È soprannominata "Pampita" perché originaria di La Pampa.
Nel 2002 debutta come attrice nella prima stagione della telenovela di Cris Morena, Rebelde Way, nel ruolo della professoressa di ballo, Lulù. Nel 2005 è la co-protagonista Ema, nella telenovela Doble vida. Nel 2009 recita nel ruolo di Camila Hudson nel film cileno Súper, todo Chile adentro diretto da Fernanda Aljaro e Felipe del Río. Nel 2015 interpreta il ruolo di Magdalena in un episodio nella sitcom Familia moderna, adattamento cileno della serie televisiva statunitense Modern Family. Nel 2017 ottiene il suo primo ruolo da protagonista nel film Desire diretto da Diego Kaplan.

## Vita privata
Il 30 ottobre 2002 si sposa con il polista Martín Barrantes, da cui si separa nel 2004.
Da luglio 2005 al 2015 ha avuto una relazione con l'attore cileno Benjamín Vicuña, con cui ha avuto quattro figli: Blanca, nata il 16 maggio 2006 e scomparsa l'8 settembre 2012 a causa di un batterio fulminante contratto dopo un viaggio in Messico; Bautista, nato il 29 febbraio 2008, Beltrán, nato l'8 giugno 2012 e Benicio, nato il 12 ottobre 2014.

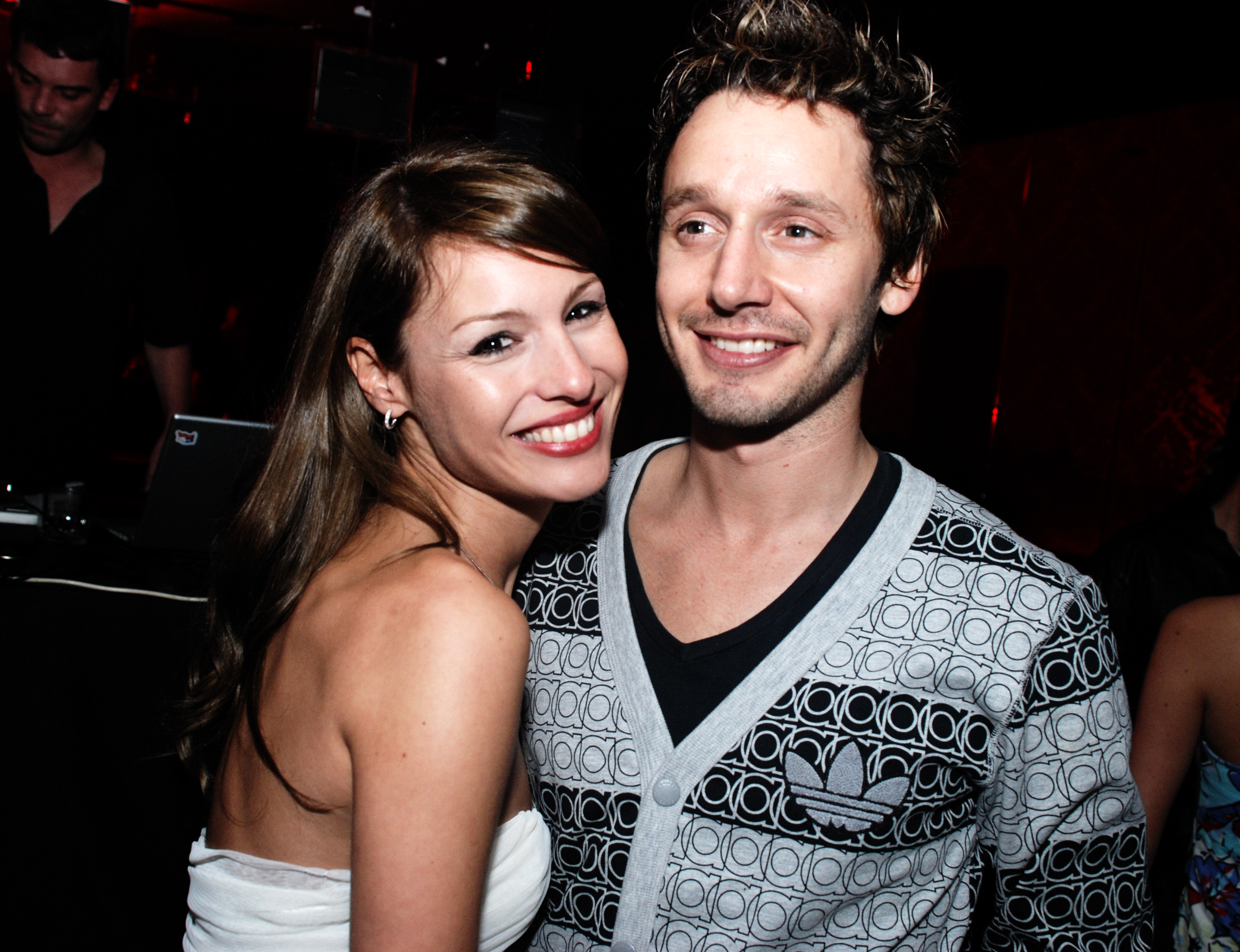
Pampita e Benjamín Vicuña nel 2009

Da agosto 2019 ha una relazione con l'imprenditore gastronomico e politico Roberto García Moritan, con cui si sposa il 22 novembre 2019. Il 22 luglio 2021 è nata loro figlia Ana. La coppia si separa nel 2024.

## Filmografia

### Attrice

#### Cinema
- Súper, todo Chile adentro, regia di Fernanda Aljaro e Felipe del Río (2009)
- Desire (Desearás al hombre de tu hermana), regia di Diego Kaplan (2017)

#### Televisione
- Rebelde Way – serial TV (2002)
- Doble vida – serial TV (2005)
- Familia moderna – serie TV, 1 episodio (2015)

#### Programmi televisivi
- El rayo (Telefe, 2000-2001)
- El Show de Flo (2002-2003) – Conduttrice
- Festival di Viña del Mar (2004) – Giudice
- Dominico (2005) – Conduttrice
- El baile en TVN (TVN, 2006) – Secondo posto, concorrente
- Showmatch (Canale 13, 2008) – Concorrente, vincitrice
- Primer plano (Chilevisión, 2010) – Conduttrice
- Soñando por bailar (Canale 13, 2011) – Giudice sostituta
- Tendencia' (TVN, 2011) – Conduttrice
- Baila! Al ritmo de un sueño (TVN, 2013) – Giudice
- Celebrity Splash (Telefe, 2013) – Giudice
- Desafío Fashionista Latinoamérica (2014) – Giudice
- C-MAG (2015) – Conduttrice
- Pampita Online (Net TV, KZO, Telefe, 2017-2020) – Conduttrice
- Pampita íntima (Net TV, 2018) – Conduttrice
- Premio Martín Fierro de Radio (2017) – Conduttrice
- Festival di Viña del Mar (2020) – Conduttrice
- Unidos por Argentina (2020) – Conduttrice
- Showmatch: La academia (Canale 13, 2021) – Giudice
- Siendo Pampita (2021) – Giudice
- El hotel de los famosos (Canale 13, 2022-2023) – Conduttrice
- Los 8 escalones de los 3 millones (Canale 13, 2023) – Giudice
- Bailando 2023 (2023) – Giudice
- Veo cómo cantas Uruguay (2024) – Giudice
- Bailando 2024 (2024) – Giudice

## Agenzie
- Dotto Models
- Muse Management

## Riconoscimenti
- Los más clickeados del año
  - 2016 – Famosos con más rating en internet
  - 2016 – Más clickeado de oro[29]
  - 2017 – Famosos con más rating en internet[30]
  - 2019 – Famosos con más rating en internet
  - 2019 – Más clickeado de oro[31]
- Premio Tato
  - 2017 – Candidatura alla mejor conducción femenina — Cable per Pampita Online[32]
- Premio Martín Fierro Digital
  - 2018 – Candidatura al más interactivo en Instagram[33]
- Premio Martín Fierro de Cable
  - 2018 – Candidatura al mejor labor en conducción femenina per Pampita Online[34]
- Premio Martín Fierro de la Moda
  - 2019 – Candidatura alla mejor estilo — conductora de televisión per  Pampita Online
  - 2019 – Mejor look — Alfombra roja[35]
  - 2023 – Trayectoria como modelo
  - 2023 – Martín Fierro de oro
  - 2023 – Candidatura al mejor estilo femenino en conducción per El Hotel de los famosos[36]

## Doppiatrici italiane
Nelle versioni in italiano delle opere in cui ha recitato, Carolina Ardohain è stata doppiata da:
- Debora Magnaghi e Gaia Bolognesi in Redelde Way[37]